# Joseph Damien Tshatshi
Joseph Damien Tshatshi, plus connu comme le colonel Tshatshi, est un militaire du Congo-Kinshasa (appelé Zaïre de 1971 à 1997). Il meurt assassiné à Kisangani.
Il est formé à l’École centrale de Kananga, dirigée par le général Henniquiau, d’où sortent d’autres officiers célèbres comme Masiala, Kokolo, Ebeya Itambo, Vangu et Mulamba Nyunyi.
Le 24 novembre 1965, il est signataire de l’Acte de proclamation de la seconde république. Il est notamment décoré de l’ordre des Compagnons de la Révolution, le 10 janvier 1974 par le président Mobutu Sese Seko.
Son nom est donné à un camp militaire important, le camp militaire Tshatshi (situé à Ngaliema), et à un boulevard à Kinshasa.